# Hypomecia quadrivirgula
Hypomecia quadrivirgula är en fjärilsart som beskrevs av Paul Mabille 1888. Hypomecia quadrivirgula ingår i släktet Hypomecia och familjen nattflyn. Inga underarter finns listade i Catalogue of Life.